# Lingbo
Lingbo är en tätort i  Ockelbo kommun, och var kyrkby i Lingbo församling, Hälsingland. 
Orten ligger mitt i Ödmården i sydligaste Hälsingland, vid sjön Lingan, strax intill gränsen mot Gästrikland och har genom sitt läge vid Norra stambanan och en liten station för X-tågets linje mellan Gävle och Ljusdal goda järnvägsförbindelser med bland annat Bollnäs och Ockelbo. Många invånare pendlar också till dessa orter.

## Ortnamnet
År 1436 skrevs Lingabodher. Detta är plural av bod i betydelsen 'fäbod', 'slåtterbod' med tillägg av sjönamnet Lingan som har bildats av ling med betydelsen 'ljung'.

## Befolkningsutveckling
| Befolkningsutvecklingen i Lingbo 1950–2020                              | Befolkningsutvecklingen i Lingbo 1950–2020 | Befolkningsutvecklingen i Lingbo 1950–2020 | Befolkningsutvecklingen i Lingbo 1950–2020 | Befolkningsutvecklingen i Lingbo 1950–2020 |
| ----------------------------------------------------------------------- | ------------------------------------------ | ------------------------------------------ | ------------------------------------------ | ------------------------------------------ |
|                                                                         |                                            |                                            |                                            |                                            |
| År                                                                      |                                            |                                            | Folkmängd                                  | Areal (ha)                                 |
| 1950                                                                    | 1950                                       |                                            | 969                                        |                                            |
| 1960                                                                    | 1960                                       |                                            | 769                                        |                                            |
| 1965                                                                    | 1965                                       |                                            | 754                                        |                                            |
| 1970                                                                    | 1970                                       |                                            | 645                                        |                                            |
| 1975                                                                    | 1975                                       |                                            | 591                                        |                                            |
| 1980                                                                    | 1980                                       |                                            | 597                                        |                                            |
| 1990                                                                    | 1990                                       |                                            | 525                                        | 252                                        |
| 1995                                                                    | 1995                                       |                                            | 517                                        | 252                                        |
| 2000                                                                    | 2000                                       |                                            | 482                                        | 252                                        |
| 2005                                                                    | 2005                                       |                                            | 421                                        | 252                                        |
| 2010                                                                    | 2010                                       |                                            | 429                                        | 251                                        |
| 2015                                                                    | 2015                                       |                                            | 420                                        | 267                                        |
| 2020                                                                    | 2020                                       |                                            | 288                                        | 130                                        |
| Anm.: 2020 utbröts småorten Västeräng, Ockelbo kommun som återgick 2023 |                                            |                                            |                                            |                                            |

## Företag
I Lingbo finns Lingbo Kulturfönster med 20-talet anställda som tillverkar traditionella träfönster och fönsterdörrar. Det ägdes tidigare av Svenska Fönster i Edsbyn.